# Ekembo
Ekembo — ранній рід мавп (гоміноїдів), знайдений у відкладеннях віком від 17 до 20 мільйонів років епохи міоцену. Зразки були знайдені в місцях навколо стародавнього вулкана Кісінгірі в Кенії на островах Русінга та Мфангано в озері Вікторія. Назва Екембо означає "мавпа" на мові суба, одній із мов банту.
Щоб врахувати значні морфологічні варіації в роду Proconsul, два види, P. nyanzae і P. heseloni, були поміщені в новий рід Ekembo. Екембо — одна з найдавніших мавп (гоміноїдів), яка відокремилася від мавп старого світу. Dendropithecidae, здається, є сестрами Ekembo. Було встановлено, що Екембо є парафілетичним по відношенню до Proconsul та більш розвинутих Hominoidea.